# Abbazia di San Salvatore a Fontana Taona
L'abbazia di San Salvatore a Fontana Taona conosciuta anche come "Badia a Taona" è un'abbazia pistoiese dell'XI secolo.

## Storia
L'abbazia benedettina è già documentata nel 1004 ma è indubbiamente più antica, forse fondata in epoca carolingia dall'abate Tao che aveva già fondato nel senese l'abbazia di Sant'Antimo e sul Montalbano quella di San Tommaso. La dedica a San Salvatore fa pensare però all'età longobarda.
Costruita fra le fonti del torrente Limentra e quelle del torrente Bure, costituiva una tappa obbligata sul percorso che dalla valle della Bure risaliva lungo la valle della Limentra e si raccordava alla Via Francesca della Sambuca. Oltre alla funzione di cenobio per i religiosi benedettini svolgeva anche la funzione di Hospitium per i pellegrini.
Nell'XI secolo fu affidata ai monaci Cluniacensi, quindi il marchese Bonifacio l'affidò a Giovanni Gualberto fondatore dei Vallombrosani. Grazie alle donazioni di Bonifacio e Matilde di Canossa godeva di una vastissima proprietà terriera che dalla zona di Sammommè si spingeva fino a Riola. Fu sotto la protezione del Comune di Pistoia ma dal XIII secolo cominciò a decadere, tanto che si ritenne opportuna la sua aggregazione al monastero cittadino di San Michele in Forcole. Nel XVI secolo papa Pio IV soppresse il monastero di San Salvatore e dette i beni rimasti in commenda alla famiglia fiorentina dei Pazzi. Oggi l'abbazia è ridotta allo stato di rudere, restaurato in edificio di utilizzo comune; non è di fatto accessibile in quanto trovasi in un'area attrezzata, punteggiata di cartelli di assoluto divieto di accesso e attestanti la privata proprietà. Con le sue pietre è stata costruita una cappella. Dell'abbazia si conserva nell'Archivio di Stato di Pistoia un fondo diplomatico di notevole interesse.